# KGS
KGS，即KGS围棋服务器（英語：KGS Go Server），2006年前名為棋聖堂围棋服务器（英語：Kiseido Go Server）。于1999年开发，2000年开放供人下围棋的游戏服务器。KGS由威廉·M·舒伯特（英語：William M. Shubert）开发，所有代码用Java编写。它是世界上最大的围棋服务器之一，一般任何时刻同时有超过一千五百人在线。KGS经常更新和维护前一百名棋手的列表（按KGS计算的等级分排序）
KGS经常转播国际比赛和国家锦标赛的棋局。每月一次的电脑围棋比赛在KGS的电脑围棋房间举行。
高段棋手对弈时有很多人旁观并发表评论，这已成为KGS围棋服务器的一大特色，而许多议论与正在进行的棋局并无关联。对弈双方下棋时看不到评论。
亦有其他網站專門提供KGS伺服器上的對局資訊分析,如 KGS Analytics 可輸入玩家帳號來分析對局數、勝率等資訊。